# Caesorix
Caesorix (fl. II secolo a.C.) fu uno dei capi della tribù germanica dei Cimbri.
È stato co-reggente della tribù dei Cimbri durante le guerre cimbriche, in cui i Cimbri ottennero una vittoria contro i Romani alla battaglia di Arausio nel 105 a.C. Venne catturato assieme a Claodicus nella battaglia di Vercelli del 101 a.C. Gli altri due capi Boiorix e Lugius vennero uccisi sul campo.